# Constitution de Niue
Lire en ligne

Consulter

La constitution actuelle de l'État insulaire de Niue a été adoptée en 1974 à la suite d'un référendum. Avant cette date, Niue était un protectorat, gouverné par la Nouvelle-Zélande depuis 1901 pour le compte de l'Empire britannique.

## Le référendum
Le référendum fut lancé en septembre 1974, avec pour but de valider l'autodétermination de Niue et la création d'un gouvernement local souverain. Les 66 % requis pour la validation furent atteints et la Constitution de Niue devint la loi suprême du pays le 19 octobre 1974. Cette date, appelée Constitution Day, est célébrée tous les ans par la population.

## Détail de la constitution
La constitution de Niue précise :
- que Niue devient un État souverain en libre association avec la Nouvelle-Zélande.
- que la constitution est la loi suprême du pays
- que les Niuéens sont des citoyens néo-zélandais
- qu'il continue d'être de la responsabilité du gouvernement néo-zélandais d'apporter une assistance économique et administrative à Niue